# Georgios Vizyinos

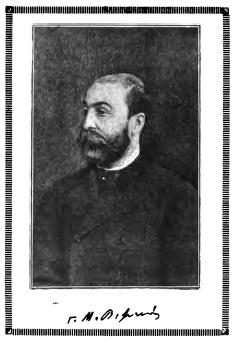
Georgios Vizyinos

Georgios Vizyinos (griechisch Γεώργιος Βιζυηνός auch Georgios Bizyenos eigentlich Georgios Michailidis Γεώργιος Μιχαηλίδης, * 1849 in Vizyi; † 1896 in Athen) war ein griechischer Schriftsteller, Dichter und Gelehrter.

## Biographie
Vizyinos wurde in dem ostthrakischen Dorf Vizyi im Osmanischen Reich geboren. Er stammte aus sehr armen Verhältnissen. Im Alter von zehn Jahren schickten ihn seine Eltern zu seinem Onkel nach Konstantinopel, um das Schneiderhandwerk zu erlernen. In Konstantinopel blieb er bis zu seinem 19. Lebensjahr. In diesen Jahren kümmerten sich neben seinem Onkel, auch der zyprische Kaufmann Giago Georgiades und der Bischof von Zypern Sophronios um ihn. Eine Zeit lang lebte Vizyinos auch in Zypern, wobei er für eine klerikale Laufbahn vorgesehen war.

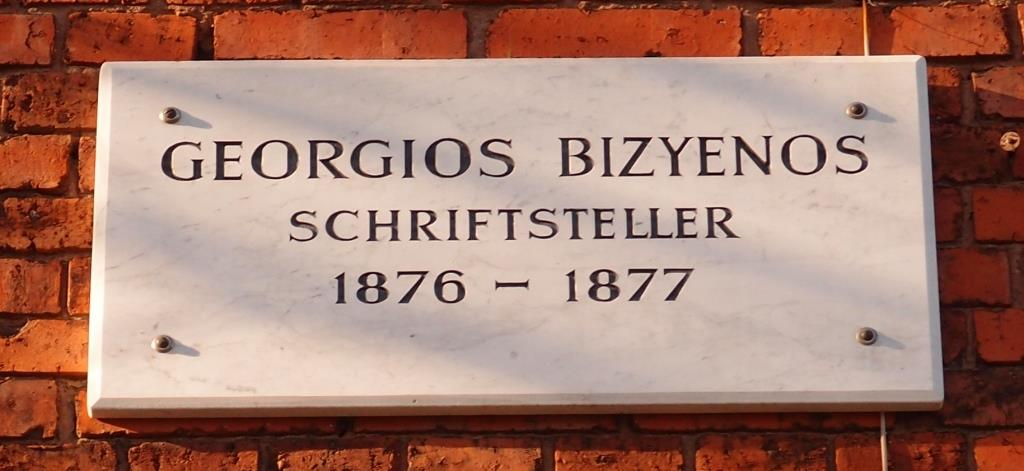
Tafel für Georgios Vizyinos (Vizyinos) in Göttingen, Goßlerstraße 2

Im Jahre 1872 begann Vizyinos ein Studium der Theologie, an der theologischen Seminar von Chalki, auf den Prinzeninseln. Im nachfolgenden Jahr veröffentlichte er seine erste Gedichtsammlung, mit dem Titel „Dichterische Erstlingsarbeit“ (Ποιητικά Πρωτόλεια). Einer der Professoren von Vizyinos in Chalki, war der Theologe und Dichter Ilias Tantalides, der dessen außergewöhnliches Talent erkannte und ihn Georgios Zariphis vorstellte, der später sein Förderer wurde. 1874 wurde Vizyinos episches Gedicht „O Kodros“ (Ο Κόδρος) bei einem bedeutenden Gedicht-Wettbewerb in Athen ausgezeichnet. Im selben Jahr schrieb sich Vizyinos in die Philosophische Schule von Athen ein, verließ aber ein Jahr später Griechenland, um sein Studium in Göttingen fortzusetzen. Dieses Auslandsstudium ermöglichte ihm sein Förderer Zariphis. Neben Philosophie studierte Vizyinos in Göttingen auch Philologie. Er beendete sein Studium in Göttingen im Jahre 1878.
Zwei Jahre zuvor, im Jahre 1876, wurde seine Gedichtsammlung „Bosporanische Brise“ (Βοσπορίδες Αύραι) bei einem Gedichtwettbewerb ausgezeichnet. Ein Jahr später, erwähnte die Kommission des gleichen Wettbewerbes lobend seine Gedichtsammlung „Hesperiden“ (Ἑσπερίδες).
1881 wurde in Leipzig Vizyinos Doktorarbeit „Das Kinderspiel in Bezug auf Psychologie und Paedagogik“ gedruckt.
Bei einer Reise in Paris 1882, lernte er die Schriftsteller Demetrius Vikelas und Marquis Queux de Saint-Hilaire kennen. Während einer weiteren Reise im Jahre 1883, traf Vizyinos den Philosophen Petros Brailas-Armenis, der zu dieser Zeit griechischer Botschafter in London war, sowie die Schriftstellerin Juliette Lamber-Adam. Während seines längeren Aufenthaltes in London, erschien der Gedichtband „Athenische Briese“ (Ατθίδες αύραι). Im selben Jahr veröffentlichte Vizyinos die Erzählungen „Zwischen Piräus und Neapel“ (Μεταξύ Πειραιώς καί Νεαπόλεως) und „Wer war der Mörder meines Bruders“ (Ποίος ήτον ο φονεύς του αδελφού μου).
1884 starb sein Förderer Zariphis und Vizyinos kehrte nach Griechenland zurück.
1885 beendete er seine Dissertation „Die Philosophie des Guten nach Plotin“ (Η φιλοσοφία του Καλού παρά Πλωτίνω). Im selben Jahr erschienen die Erzählungen „Die Konsequenz der alten Geschichte“ (Αι συνέπειαι της παλαιάς ιστορίας) und „Die einzige Reise seines Lebens“ (Το μόνον της ζωής του ταξείδιον). Letzteres Werk wurde 2001 verfilmt.
1886 schrieb Vizyinos das Werk „Moskov-Selim“.
1892 erkrankte Vizyinos. Er starb 1896 in Athen.

## Werke

### Gedichtsammlungen
- Dichterische Erstlingsarbeit (1873)
- Kodros (1874)
- Bosporanische Briese (1876)
- Athenische Briese (1883)
- Hesperiden (1887)
- Lyrika
- Kinderdichtungen

### Erzählungen
- Die Sünde meiner Mutter (1883)
- Zwischen Piräus und Neapel (1883)
- Wer war der Mörder meines Bruders (1883)
- Die Konsequenz der alten Geschichte (1884)
- Die einzige Reise seines Lebens (1884)
- Erster Mai (1884)
- Der Apfelbaum (1885)
- Der Schreck (1886)
- Moskov-Selim (1895)

### Wissenschaftliche Werke
- Das Kinderspiel in Bezug auf Psychologie und Paedagogik (1881)
- Die Philosophie des Guten nach Plotin (1885)